# Муштабель

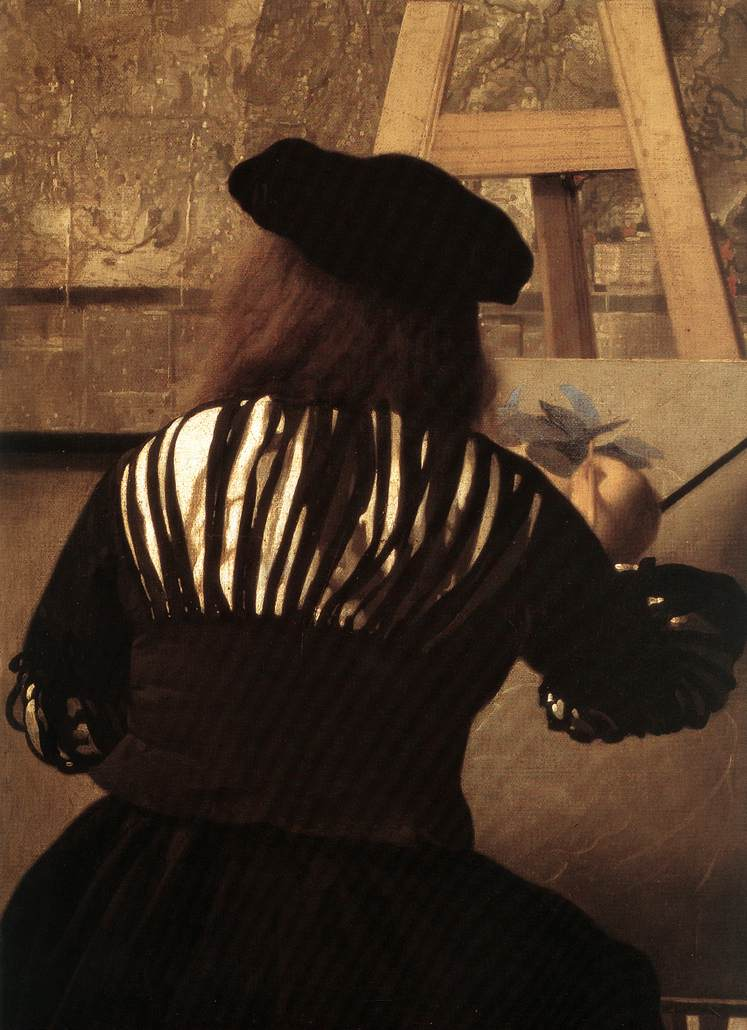
Художник Ян Вермер з пензлями і муштабелем, до 1667 р.

Мушта́бель (від пол. musztabel < нім. Malstab(el) — «паличка для малювання») — допоміжний інструмент художника, що слугує для упору руці при створенні картини.
Зазвичай муштабель виготовляли з деревини. Він міг бути цілісним або складатися з декількох частин. Держак мав на верхівці кульку, яку створювали з тканини або шматочка шкіри. Саме кулькою торкались полотна або поверхні ще не готової картини. Муштабель дозволяв тривалий час працювати з деталями картини, особливо дрібними, не перевтомлюючи руки з пензлями. Мав надзвичайне поширення у західноєвропейських майстрів 16-19 ст. Пензлі і муштабель — розповсюджений атрибут художників при створенні автопортретів.
З поширенням швидкої і ескізної технології олійного живопису у 19 ст. і особливо у 20-му, муштабель мав обмежене використання.
Видовжену палицю або муштабель іноді використовували для створення первісного малюнка на стіні перед створенням синопії. На її верхівку при цьому розміщали грифель або олівець (так працював Анрі Матісс).

## Галерея

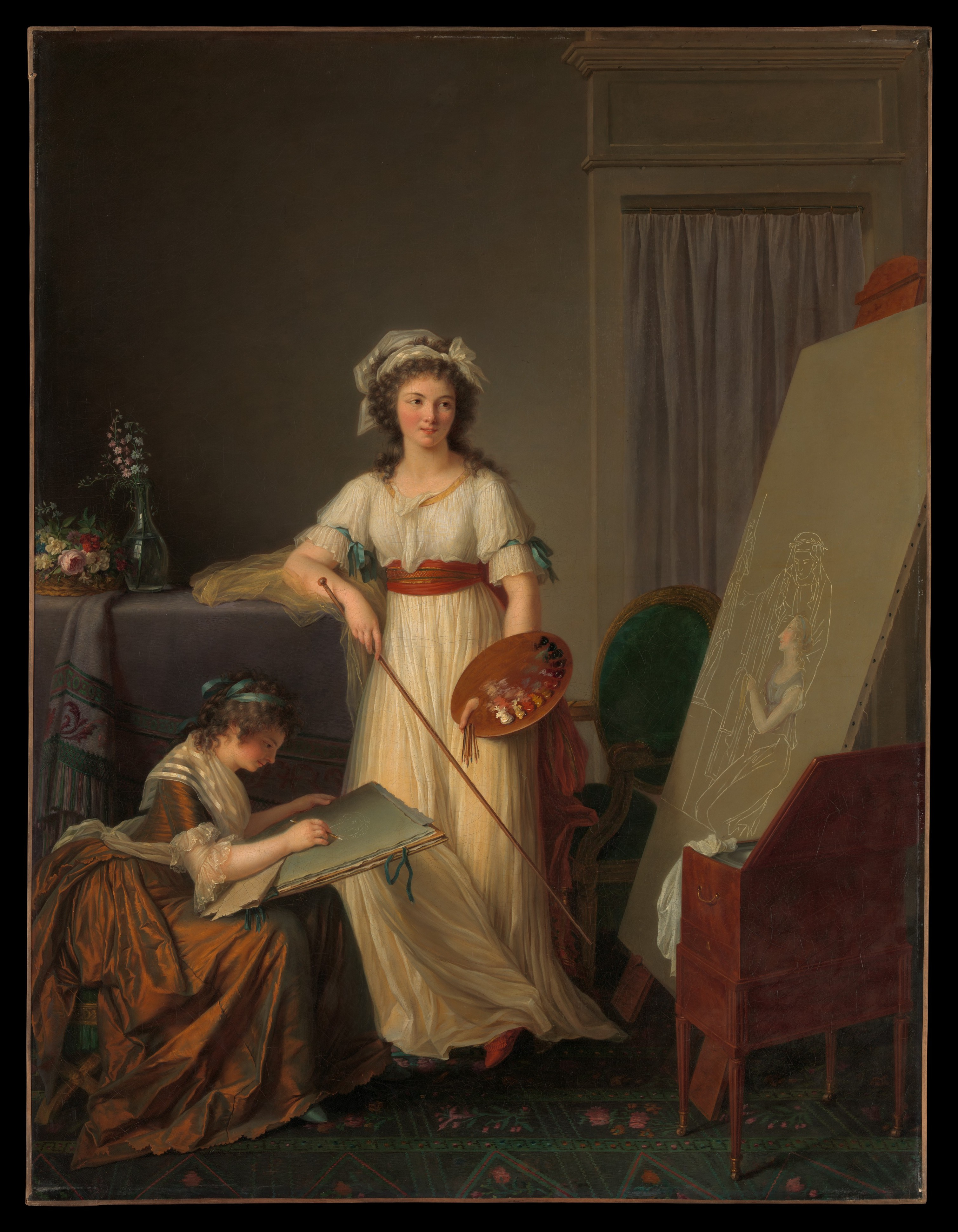
Художниця Марі-Віктуар Лемуан, «Майстерня художниці» (можливо, зображує майстерню Віже Лебрен). 1796 р.

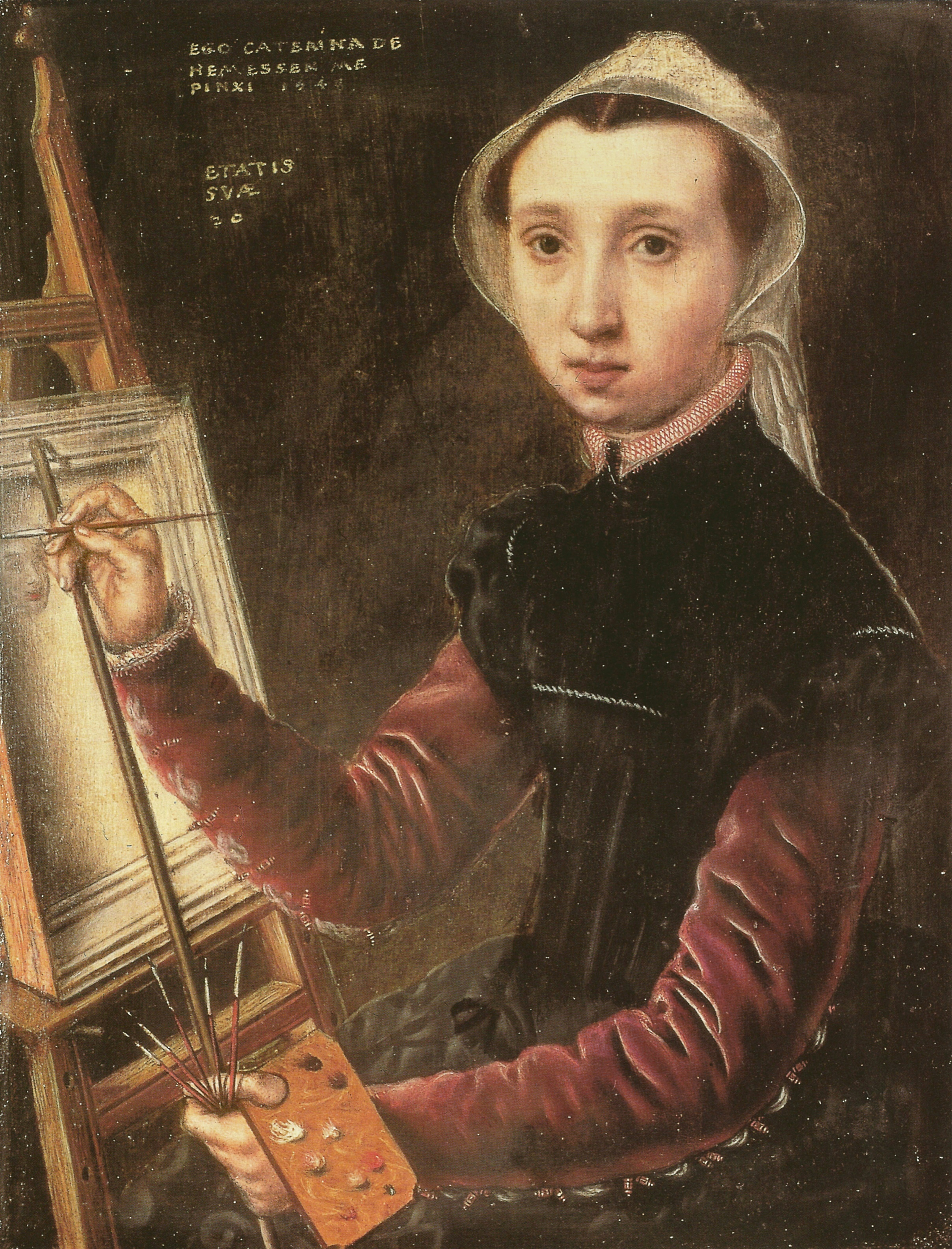
Катеріна ван Гемессен, «Автопортрет за мольбертом з муштабелем», 1548 р.
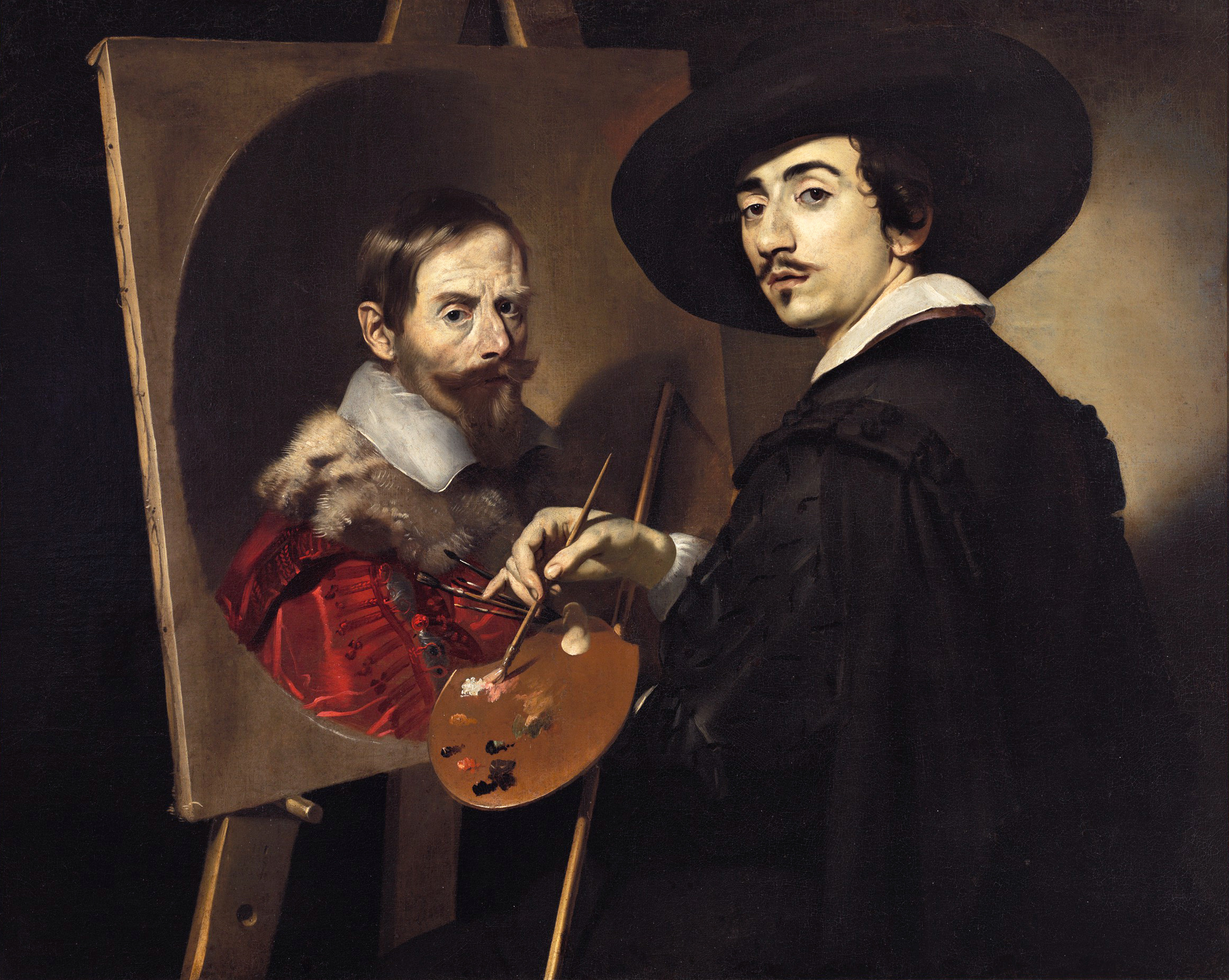
Ніколо Реньєрі,«Автопортрет», 1624 р., Музей Фогг.
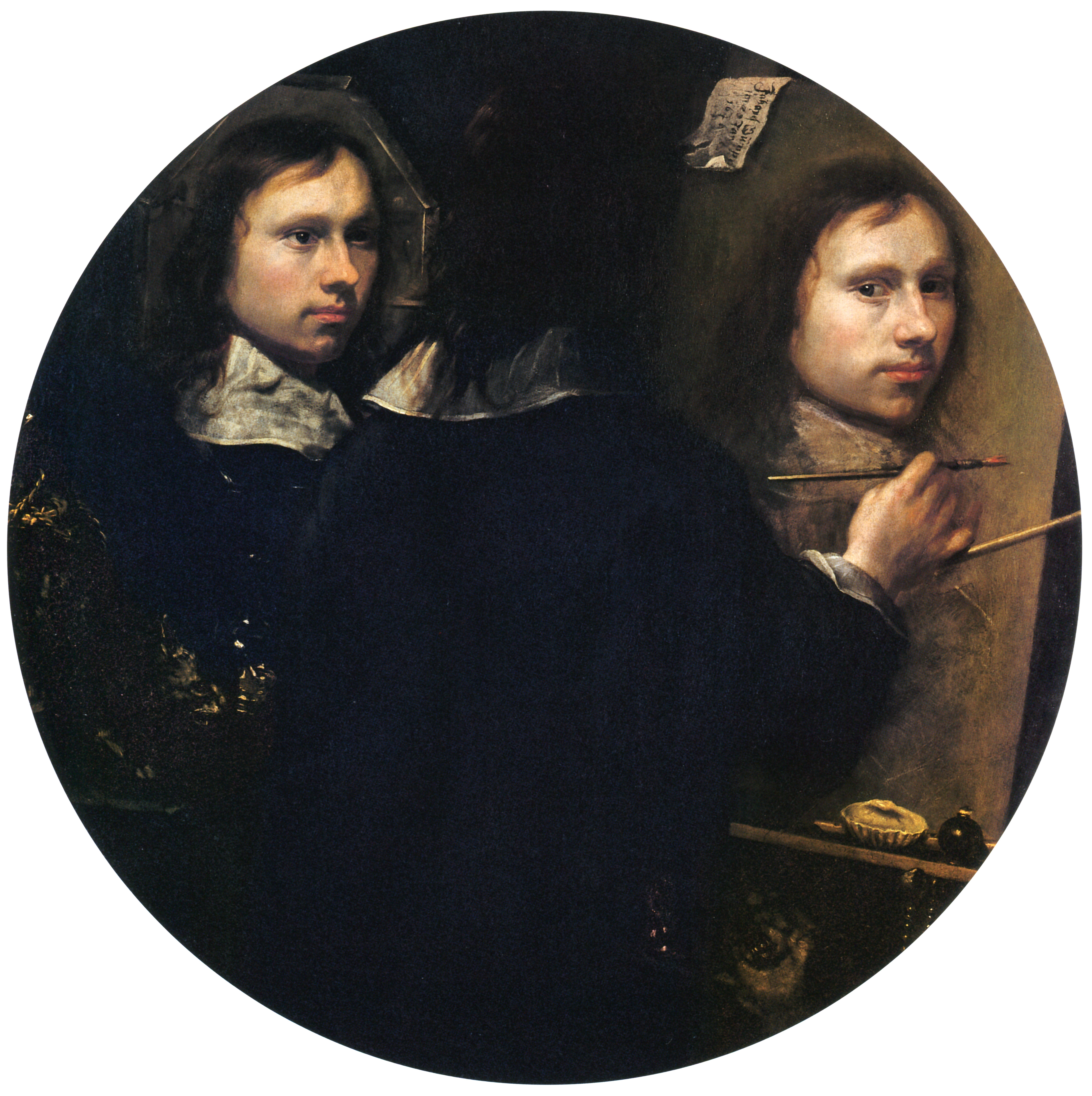
Йоан Гумп, «Автопортрет перед мольбертом», праця із дзеркалом, пензлями і муштабелем. 1646 р. Уффіці, Флоренція
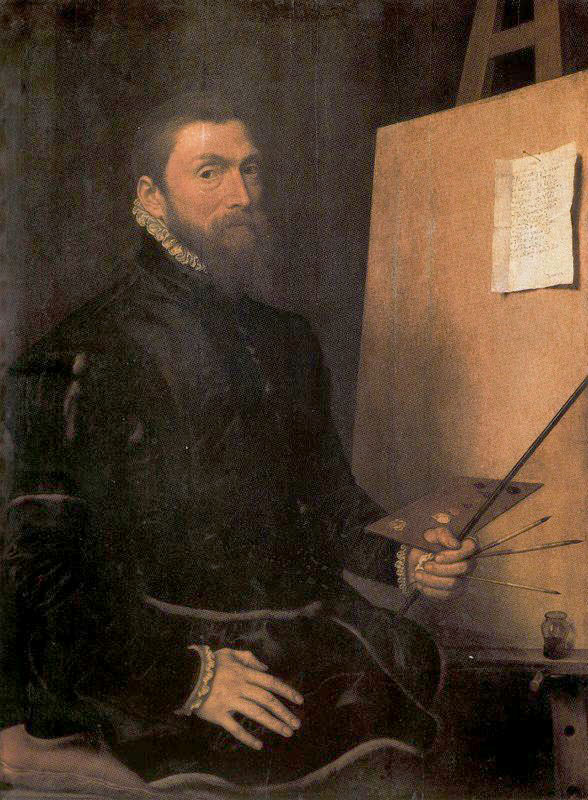
Антоніс Мор, «Автопортрет», 1558 р, Уффіці, Флоренція.

## Див. також

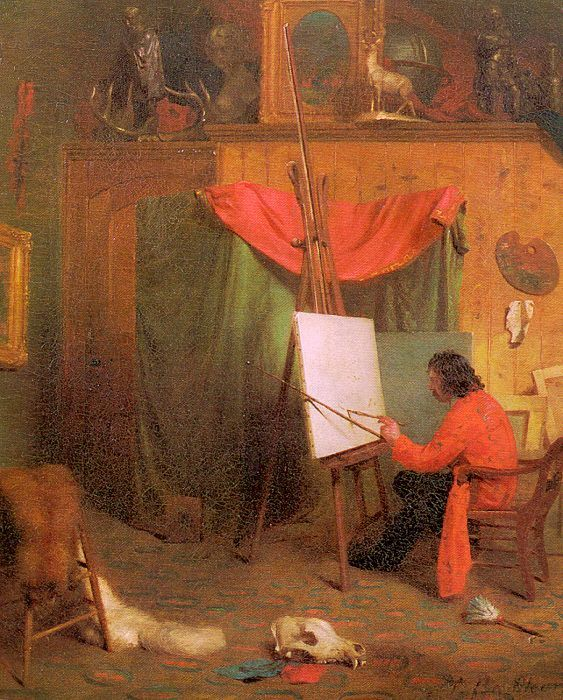
Вільям Холбрук Бірд. «Автопортет у майстерні», Нью-Йоркське товариство історії.